# Ульбарів
Ульба́рів — пасажирська зупинна залізнична платформа Рівненської дирекції Львівської залізниці.
Розташована в селі Підцурків Здолбунівського району та поруч із селом Нагірне Дубенського району Рівненської області на лінії Здолбунів — Красне між станціями Здолбунів (12,5 км) та Озеряни (7,5 км).
Станом на вересень 2017 р. на платформі зупиняються приміські поїзди.